# متلازمة كيرنز ساير
متلازمة كيرنز ساير (بالإنجليزية: Kearns–Sayre syndrome)‏ هي اعتلالٌ عضلي متقدري ببدء نموذجي قبل سن العشرين. تعتبر هذه المتلازمة شكل جهازي أكثر حدة من شلل العين التقدمي الخارجي المزمن (اختصار CPEO)، وهو متلازمة تتظاهر بإصابة معزولة في العضلات التي تتحكم في حركة الجفن (العضلة رافعة الجفن، العضلة الدويرية العينية) والعين (العضلات خارج العين) مؤدية إلى انسدال الجفن وشلل في عضلات العين على التوالي. تتضمن متلازمة كيرنز ساير شلل العين التقدمي الخارجي المزمن الموصوف سابقًا بالإضافة إلى التهاب الشبكية الصباغي في كلتا العينين واضطرابات نقل قلبية. قد تشمل الأعراض الأخرى للمتلازمة: رنح مخيخي وضعف عضلي داني والصمم والداء السكري وعوز هرمون النمو وقصور جارات الدرق وأمراض الغدد الصماء الأخرى. تكون الإصابة العضلية في كلا المرضين أحادية الجانب في البداية ثم تترقى إلى عجز ثنائي الجانب وتستمر الإصابة بالترقي، ولكن يقتصر هذا الأمر على الحالات الجهازية الشديدة.

## الأعراض والعلامات
يبدي الأشخاص المصابون بمتلازمة كيرنز- ساير في البداية أعراض مشابهة للشكل النموذجي من شلل العين التقدمي الخارجي المزمن، تظهر الأعراض عادةً في العقدين الأول والثاني من الحياة.
تتضمن الأعراض الأولى للمرض انسدال الجفون أحادي الجانب أو صعوبة فتح الجفون الذي يتطور تدريجيًا إلى انسدال جفون ثنائي الجانب. يضطر المريض مع تفاقم انسدال الجفون عادة إلى أن يمد رقبته ويرفع ذقنه في محاولته تغطية كامل الساحة البصرية. تتحدد حركات العين تماشيًا مع التطور المخاتل لانسدال الجفون، مما يدفع المريض إلى تحريك رأسه من جانب إلى آخر أو للأعلى وللأسفل ليتمكن من رؤية الأشياء في الحقل البصري المحيطي.

### اعتلال الشبكية الصباغي
تسبب متلازمة كيرنزساير تصبغًا في شبكية العين يشمل أولًا قاع العين الخلفي، ويوصف ذلك عادةً بمظهر «الملح والفلفل». يحدث تصبغ منتشر في ظهارة الشبكية الصباغية أشده في البقعة الصفراء، وهذا على عكس التهاب الشبكية الصباغي الذي يكون التصبغ فيه محيطيًا. يشبه مظهر شبكية العين في متلازمة كيرنز ساير مظهرها في النمط الأول من الحثل العضلي. قد يتطور لدى المرضى المصابين بهذه المتلازمة عمى ليلي بسيط الذي يكون عادةً فقدان بصر خفيف؛ ويشاهد ذلك لدى 40 - 50% من المرضى فقط.

### اضطرابات النقل القلبية
تحدث هذه الاضطرابات غالبًا بعد سنوات من تطور انسدال الجفون وشلل العين، ويعتبر الحصار الأذيني البطيني اضطراب النقل القلبي الأكثر شيوعًا. يتطور هذا الحصار غالبًا إلى حصار أذيني بطيني من الدرجة الثالثة، وهو توقف تام للنقل الكهربائي من الأذينة إلى البطين. تشمل أعراض حصار القلب: الغشي وعدم تحمل الجهد وبطء القلب.

### نقص الفوليك الدماغي
يعاني مرضى هذه المتلازمة من نقص حمض الفوليك الدماغي، وهي متلازمة تنقص فيها مستويات5 -ميثيل تيتراهيدروفولات (5-MTHF) في السائل الدماغي الشوكي على الرغم من كونها طبيعية في المصل. يمكن أن يؤدي العلاج بحمض الفولينيك في بعض الحالات إلى تخفيف الأعراض المرافقة وتصحيح تشوهات المخ جزئيًا، خاصةً عند بدء العلاج في مرحلة باكرة من المرض. السبب المقترح لنقص الفولات الدماغي في متلازمة كيرنز ساير هو فشل الآليات المسؤولة عن نقل الفولات من المصل إلى السائل الدماغي الشوكي الموجودة في الضفيرة المشيمية.

### الأسباب والشيوع
تكون التظاهرات المختلفة في سياق متلازمة كيرنز ساتر كما ورد في منشور كيرنز الأصلي في عام 1965 وفي المنشورات اللاحقة بالشكل الآتي: ضعف في عضلات الوجه والبلعوم والجذع والأطراف وفقدان سمع وقصر قامة وتبدلات في تخطيط الدماغ الكهربائي ورنح مخيخي المنشأ وارتفاع مستوى البروتين في السائل الدماغي الشوكي. تحدث متلازمة كيرنز ساير بشكل عفوي في معظم الحالات. وثبت في بعض الحالات أنها قد تنتقل وراثيًا عبر المتقدرات أو عبر الصبغيات الجسمية السائدة أو المتنحية، ولكن لا يوجد رجحان لعرق أو جنس معين، ولا توجد عوامل خطر معروفة. لم يُسجّل منذ عام 1992إلا 226 حالة في الأدبيات المنشورة، ولكن تقدر المعاهد الوطنية للصحة وغيرها من الدراسات نسبة حدوثها بين السكان بنحو 1-3 وبعضها يصل إلى 9 أشخاص من كل 100000 شخص، ولكن يبقى فشل الإحالة إلى المراكز المتخصصة والتعرف على أعراض المرض أمر شائع.

## التشخيص
يشارك طبيب العيون العصبي في تشخيص وتدبير متلازمة كيرنز ساير. ويجب أن يشك الطبيب بهذه المتلازمة بناءً على موجودات الفحص السريري؛ ترجح الإصابة باعتلال عضلي عند المرضى الذين يعانون من شلل عيني غير مفسر في سياق شلل مجموعة معينة من الاعصاب القحفية (شلل العصب المحرك للعين، شلل العصب الرابع، شلل العصب السادس). تُجرى في البداية غالبًا دراسة شعاعية لاستبعاد العديد من الأمراض الشائعة. يُؤكَّد التشخيص باستخدام خزعة العضلات، ويمكن دعم التشخيص بإجراء تفاعل البوليميراز المتسلسل PCR للكشف عن طفرات الحمض النووي المتقدري.

### موجودات خزعة العضلات
ليس من الضروري فحص خزعة مأخوذة من عضلة العين لإجراء فحص نسيجي، بل عبر فحص مقطع عرضي من ألياف العضلات الملونة بصبغة جوموري ثلاثية الألوان باستخدام المجهر الضوئي. يكون التلوين متركز في الألياف العضلية التي تحتوي المتقدرات المتحورة أو الطافرة مما يعطي هذه الألياف لون أحمر غامق؛ ولهذا توصف الخزعة بأنها ألياف حمراء خشنة. تظهر التشوهات المشاهدة في خزعة العضلات باستخدام دراسات نسيجية أخرى مثل تلوينات الإنزيم المتقدري والفحص بالمجهر الإلكتروني والفحوص الكيميائية الحيوية للنسيج العضلي وعن طريق تحليل الحمض النووي لمتقدرات العضلات.

### الدراسات المخبرية
ترتفع مستويات اللاكتات والبيروفات في الدم نتيجةً لزيادة الاستقلاب اللاهوائي وانخفاض نسبة الأدينوزين ثلاثي الفوسفات إلى الأدينوذين ثنائي الفوسفات ADP: ATP)). يظهر تحليل السائل الدماغي الشوكي ارتفاع في مستوى البروتين بمستوى يقدّر عادةً بأكثر من 100 ملغ / دل، وكذلك ارتفاع في مستوى اللاكتات.

## التدبير
لا يوجد حاليًا علاجًا شافيًا للمتلازمة. ونظرًا لكونها حالة نادرة، فهناك تقارير حالات عن معالجات تحوي القليل فقط من المعلومات التي تدعم فعاليتها. يوجد العديد من التجارب الواعدة التي قد تقود لعلاجات جديدة بعد إجراء المزيد من البحوث. يوجد خلايا جذعية مسؤولة عن تجديد الألياف العضلية، وقد لوحظ أن وجود طفرة في الحمض النووي للمتقدرات أمر نادر الحدوث أو لا يمكن اكتشافه في الخلايا الجذعية المزروعة من المرضى الذين يعانون من هذه المتلازمة.
وصفت إحدى الدراسات مريضًا يعاني من متلازمة كيرنز ساير قام بتخفيض مستويات أنزيم Q10 في الدم وحافظ على قيمته في المصل بين 60-120 ملغ لمدة 3 أشهر مما أدى إلى عودة مستويات اللاكتات والبيروفات إلى الطبيعي، وتحسن الحصار الأذيني البطيني المشخص سابقًا، وتحسنت كذلك حركات العين. يوصى بإجراء تخطيط القلب عند جميع المرضى الذين يعانون من شلل العين التقدمي الخارجي المزمن، ويُنصح بزرع جهاز ناظم خطا عند مرضى المتلازمة بعد تطور اضطراب نقل قلبي مهم، حتى في المرضى اللاعرضيين. يجب إجراء مسح لاضطرابات الغدد الصماء، بما في ذلك قياس مستويات الجلوكوز في الدم واختبارات وظائف الغدة الدرقية ومستويات الكالسيوم والمغنيسيوم ومستويات الشوارد في المصل. يحدث فرط الألدوستيرونية عند 3% من مرضى المتلازمة.

## تاريخيًا
وُصف الثالوث (شلل العين التقدمي الخارجي المزمن، واعتلال الشبكية الصباغي ثنائي الجانب، واضطرابات النقل القلبية) لأول مرة في تقرير حالة لمريضين في عام 1958 بواسطة الطبيب توماس ب. كيرنز (1922-2011)، والطبيب جورج بوميروي ساير (1911-1992). نُشرت حالة ثانية في عام 1960 من قبل جاجر ومؤلفين آخرين شاركوا في تسجيل هذه الأعراض لدى صبي يبلغ من العمر 13 عامًا. نشرت حالات سابقة لمرضى يعانون من شلل العين التقدمي الخارجي المزمن توفوا بشكل مفاجئ نتيجة اضطراب النظم القلبي. كما لاحظت حالات أخرى تصبغًا غريبًا في شبكية العين، ولكن لم توثق أي من هذه المنشورات تشارُك هذه الأمراض الثلاثة معًا كمتلازمة وراثية. كان أول ربط بين المتلازمة وقصة حذف أجزاء كبيرة من الحمض النووي المتقدري في عام 1998، ومنذ ذلك حين ارتبطت الكثير من حالات الحذف بتطور المتلازمة.